# Xavier González Unciti
Xavier González Unciti (geboren am 10. Dezember 2004 in Pamplona) ist ein spanischer Handballspieler, der auf der Spielposition Rechtsaußen eingesetzt wird.

## Vereinskarriere
Xavier González spielte bei SCDR Anaitasuna, mit dessen erster Mannschaft er in der Saison 2022/2023 in Spaniens erster Handballliga debütierte. Er wird zur Saison 2025/2026 zu Bidasoa Irun wechseln. Im Sommer 2025 wechselte González zum Ligakonkurrenten Bidasoa Irun.

## Auswahlmannschaften
González stand ab 2021 im Aufgebot spanischer Nachwuchsauswahlmannschaften.
Am 4. November 2021 debütierte er gegen die Auswahl Schwedens in der Jugendnationalmannschaft Spaniens. Er nahm als Jugendnationalspieler an der Mittelmeermeisterschaft 2022 (1. Platz), der U-18-Europameisterschaft 2022 (1. Platz) und an der U-19-Weltmeisterschaft 2023 (1. Platz) teil. Insgesamt bestritt er 40 Spiele mit der Auswahl, dabei warf er 157 Tore.
Mit den spanischen Junioren, für die er im Januar 2024 erstmals auflief, nahm er an der U-20-Europameisterschaft 2024 (1. Platz) teil und wurde in das All-Star-Team gewählt. Er nahm auch an der U-21-Weltmeisterschaft 2025 (9. Platz) teil.

## Erfolge
- Mittelmeermeisterschaft 2022: 1. Platz
- U-18-Europameisterschaft 2022: 1. Platz
- U-19-Weltmeisterschaft 2023: 1. Platz
- U-20-Europameisterschaft 2024: 1. Platz